# Dave Calhoun
Pour les articles homonymes, voir Calhoun.
David L. Calhoun, dit Dave Calhoun, né le 18 avril 1957 à Philadelphie (Pennsylvanie), est un homme d'affaires américain, président-directeur général de Boeing de janvier 2020 à 2024. Il est nommé à ce poste après que le PDG de l'époque, Dennis Muilenburg, a été licencié en raison de problèmes de sécurité concernant le 737 MAX après deux accidents mortels qui ont coûté la vie à 346 passagers et membres d'équipage à bord. Il est lui même licencié à la suite de la mise en évidence de multiples problèmes dans la fabrication des 737 MAX ayant causé un accident. 

## Biographie

### Débuts
David Calhoun grandit à Allentown, en Pennsylvanie, où il est diplômé de la Parkland High School en 1975. Au lycée, Calhoun est l'un des trois capitaines de l'équipe de basket-ball universitaire et joue aussi au golf. En 1979, il sort diplômé de Virginia Tech en comptabilité,.

### Carrière
Après ses études, Calhoun entre chez General Electric (GE). Il y travaille pendant 26 ans, supervisant le transport, les moteurs d'avion, la réassurance, l'éclairage et d'autres unités GE. Il est nommé vice-président et membre du conseil d'administration de GE en 2005 alors qu'il était en lice pour le poste de CEO de Boeing.
Calhoun quitte GE pour rejoindre la société mondiale de services d'information VNU en tant que PDG en 2006. Sous sa direction, la société est rebaptisée Nielsen Holdings. Elle fait son retour sur les marchés publics en 2011 et est ajoutée à l'indice S&P 500 en 2013. En 2014, Calhoun devient président exécutif de Nielsen et rejoint en parallèle Blackstone comme directeur-général principal, responsable des opérations de portefeuille et membre du comité de direction (Blackstone est l'une des six sociétés de capital-investissement à avoir soutenu la transformation de Nielsen). Au cours de sa carrière, Calhoun a siégé au conseil d'administration de Caterpillar, Gates Corporation et Medtronic.

### Boeing
Depuis 2009, Calhoun est administrateur de Boeing. Il y est nommé administrateur principal indépendant en 2018. En octobre 2019, il est nommé président de Boeing à la suite du crash du Boeing 737 MAX. Le 23 décembre 2019, il démissionne de son poste de président en vue de devenir PDG et président de Boeing, à compter du 13 janvier 2020.
Dans une interview datée de mars 2020 avec le New York Times, Calhoun évoque le sujet du logiciel MCAS du 737 MAX et affirme que Boeing a fait une "erreur fatale" en s'attendant à ce que les pilotes puissent immédiatement corriger les problèmes logiciels. Il a poursuivi en expliquant que « les pilotes [en Éthiopie et en Indonésie] n'ont pas l'expérience qu'ils ont ici aux États-Unis ». Il demande ensuite, en vain, de ne pas enregistrer sa réponse à la question si les pilotes américains auraient été en mesure de contrôler la situation, à laquelle il aurait répondu « oubliez, vous pouvez deviner la réponse ».
En 2020, Boeing connait une année historiquement mauvaise, la société ayant annoncé une perte de 12 milliards de dollars et licencié 30.000 travailleurs. La même année, Calhoun a été rémunéré 21,1 millions de dollars.
En 2024, un accident de dépressurisation a lieu sur un autre 737 Max. L'une des portes factices fixée sur un modèle d'Alaska Airlines a été livrée sans avoir été boulonnée et fut arrachée en plein vol.
Le 25 mars 2024, il annonce son départ à la fin de l'année de la direction de Boeing à la suite de plusieurs incidents impliquant des avions de la marque.

## Philanthropie
En 2018, Calhoun donne 20 millions de dollars à Virginia Tech.